# Le Songe d'une nuit d'été
A Midsummer Night's Dream
Pour les articles homonymes, voir Le Songe d'une nuit d'été (homonymie).
Le Songe d'une nuit d'été (A Midsummer Night's Dream) est une comédie de William Shakespeare écrite entre 1594 et 1595. La première inscription de la pièce au registre des Libraires date du 8 octobre 1600.
C'est une histoire complexe dont l'action se déroule à Athènes en Grèce et qui réunit pour mieux les désunir deux couples de jeunes amants : Lysandre et Hermia d'une part, Démétrius et Héléna d'autre part. Hermia veut épouser Lysandre mais son père, Égée, la destine à Démétrius, dont Héléna est amoureuse. Lysandre et Hermia s'enfuient dans la forêt, poursuivis par Démétrius, lui-même poursuivi par Héléna. Pendant ce temps, Obéron, le roi des fées, a ordonné à Puck de verser une potion sur les paupières de sa femme, Titania, pour se moquer d'elle. Pendant la nuit, une grande confusion règne parmi tous les personnages.
La scène la plus connue est l'apparition de Bottom, qui porte une tête d'âne, avec Titania, qui, par la magie de Puck, en est tombée amoureuse.

## Les personnages de l’histoire

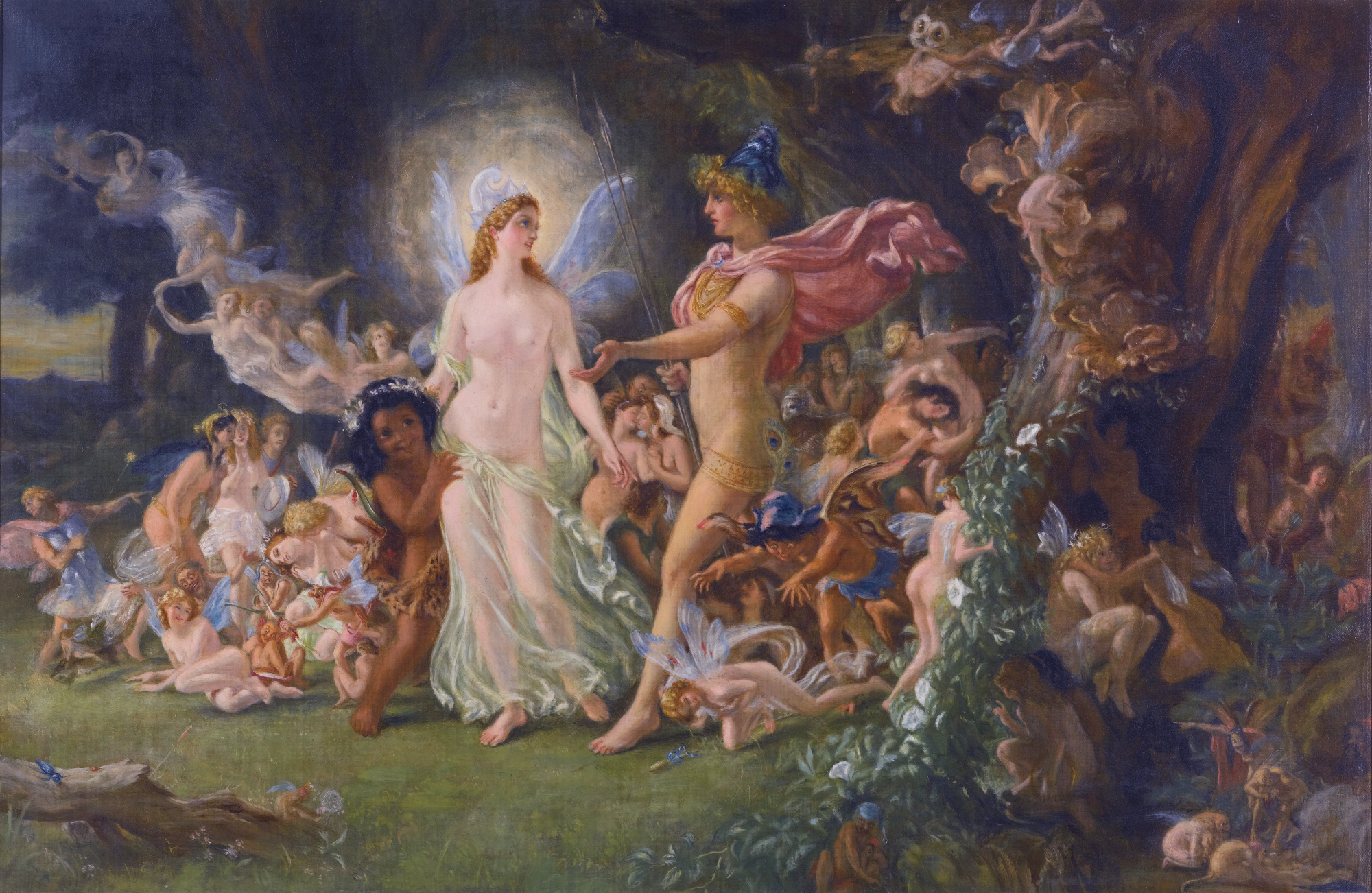
La Querelle d'Obéron et de Titania.
Étude de Joseph Noel Paton (v. 1849).

D'après la traduction de François-Victor Hugo (les noms originaux sont entre parenthèses) :
- Thésée (Theseus), duc d'Athènes
- Égée (Egeus), père d'Hermia
- Démétrius (Demetrius), amoureux d’Hermia/Helena
- Lysandre (Lysander), amoureux d’Hermia
- Hermia (Hermia), fille d’Égée, amoureuse de Lysandre
- Héléna (Helena), fille de Nédar, amoureuse de Démétrius
- Philostrate (Philostrates), intendant des menus plaisirs de Thésée
- Bottom (ou Bobine ou Navette) (Bottom), tisserand
- Lecoin (ou Ducoin) (Quince), charpentier et metteur en scène
- Flûte (Flute) , raccommodeur de soufflets
- Groin (ou Lebec) (Snout), chaudronnier rétameur
- Etriqué (ou Lajusté) (Snug), menuisier
- Meurt de faim (ou Famélique) (Starveling), tailleur
- Hippolyte (Hippolyta), reine des Amazones, fiancée à Thésée
- Obéron (Oberon), roi des fées
- Titania (Titania), reine des fées
- Puck dit Robin Gai-Luron ou Robin Bonenfant (Puck), lutin
- Fleur des Pois (Peaseblossom), Toile d'Araignée (Cobweb), Moucheron (Moth), Grain de Moutarde (Mustardseed), sylphes
- une Fée
- Fées et esprits de la suite du roi et de la reine
- Serviteurs de la suite de Thésée et d'Hippolyte

## Résumé de l'œuvre
En Grèce, deux couples d'amoureux transis, une dispute entre le roi des fées et la reine des fées, Puck et sa potion qui s'en mêle, et une troupe de comédiens amateurs qui prépare une pièce pour le mariage d'un prince, tous vont s'entrecroiser dans cette forêt étrange, un peu magique, le temps d'une nuit du mois de mai, aussi ensorcelante que pourrait en rêver un dormeur lors d'une nuit de la Saint-Jean, selon la tradition anglaise qui accorde à ce jour des facultés d'onirisme toutes particulières.
Les divisions par actes ont été introduites arbitrairement après la mort du poète dans l'édition de 1623.

### Acte I

#### Scène 1 (au palais de Thésée, de jour)
Thésée, duc d’Athènes entre, accompagné de sa fiancée Hippolyta, reine des Amazones, qu’il doit épouser dans quatre jours. Il exprime l’empressement qu’il ressent à l’idée de ce mariage, et incite son intendant des fêtes, Philostrate, à « entraîner aux réjouissances la jeunesse athénienne ».
Tandis que sort Philostrate, entrent Égée, sa fille Hermia et ses deux soupirants Lysandre et Démétrius. Égée explique au duc que sa fille refuse d’épouser Démétrius qu’il a pourtant choisi pour elle. En effet, elle aime Lysandre qui, comme le rappelle ce dernier à Thésée, est « aussi bien né que lui, et aussi bien partagé ; [son] amour est plus grand que le sien ; [sa] fortune est sous tous les rapports aussi belle, sinon plus belle, que celle de Démétrius ; et, ce qui est au-dessus de toutes ces vanités, [il est] aimé de la belle Hermia ». Égée demande au duc que l’ancien privilège d’Athènes soit appliqué si elle persiste à refuser Démétrius pour époux : « C’est, de subir la mort, ou abjurer l’humanité pour toujours. »
Thésée tente de persuader Hermia en lui expliquant que « le bonheur terrestre est à la rose qui se distille, et non à celle qui, se flétrissant sur son épine vierge, croît, vit et meurt dans une solitaire béatitude ». Hermia, passionnée, réplique qu’elle préfère « croître, vivre et mourir, plutôt que d’accorder [ses] virginales faveurs à ce seigneur dont le joug [lui] répugne ». Thésée lui laisse encore quatre jours, jusqu’à son mariage, pour réfléchir.
Démétrius essaye de convaincre Hermia de suivre les injonctions de son père en faisant valoir son « droit évident ». Moqueur, Lysandre lui répond admirablement : « Vous avez l’amour de son père, Démétrius. Épousez-le, et laissez-moi l’amour d’Hermia. » Puis il explique au souverain que Démétrius a courtisé, avec succès, une autre femme, Héléna. Thésée n'y prête aucune attention et rappelle à Hermia, avant de sortir avec Égée et Démétrius, qu’elle doit « conformer [ses] caprices à la volonté de [son] père : sinon, la loi d’Athènes, qu’[il] ne peut nullement adoucir, [la] condamne à la mort ou à un vœu de célibat ».
Resté seul avec son amante, Lysandre lui explique que « l’amour vrai n’a jamais suivi un cours facile ». Il expose les diverses entraves inhérentes à l’amour : la différence d’âge, de rang. Hermia est à chaque fois horrifiée. Par ce dialogue, Shakespeare critique avec une ironie habile les mariages arrangés. Les amants concluent qu’ils doivent supporter les affres du destin, faute de pouvoir y échapper. Lysandre propose alors de s’enfuir chez sa tante, loin d’Athènes, où ils pourront se marier. Il demande à Hermia de le rejoindre « dans le bois, à une lieue de la ville, là où [il l’a] rencontrée une fois avec Héléna, pour célébrer la première aurore de mai ».
Héléna entre et apprend aux spectateurs que Démétrius a fondu sous les charmes d’Hermia. Elle lui demande comment elle s’y est prise. Hermia lui répond : « Plus je le hais, plus il me poursuit » soit l’attitude inverse d’Héléna : « Plus je l’aime, plus il me hait » (on reconnaît là le schéma de fuite des tragédies). Hermia cherche à rassurer Héléna, Lysandre et elle lui dévoilent leur fuite prochaine. Héléna n’aura alors plus à craindre l’ombre d’Hermia.
Hermia puis Lysandre sortent, laissant Héléna désespérée par la stupidité de l’amour. « L’amour ne voit pas avec les yeux, mais avec l’imagination […] L’amour en son imagination n’a pas le goût du jugement. […] Et l’on dit que l’amour est un enfant parce qu’il est si souvent trompé dans son choix. Comme les petits espiègles qui en riant manquent à leur parole, l’enfant Amour se parjure en tous lieux. » Elle rappelle qu’avant de rencontrer Hermia, Démétrius était très épris d’elle. Elle décide donc de lui révéler la fuite des amants afin d’obtenir un peu de gratitude, bien cher payée. Cette dernière action illustre bien la folie de l’amour, et des actes qu’il peut nous pousser à faire.

#### Scène 2 (l’échoppe de Lecoin)
Dans cette scène sont réunis six artisans d’Athènes dans le but de monter une pièce de théâtre pour le mariage de leur duc ; il s'agit d'une tragédie inspirée du mythe de Pyrame et Thisbé. L’absurdité de la distribution des rôles et des discussions qui s’ensuivent pour savoir si les dames de la cour ne seront pas effrayées souligne l’incompétence de ces piètres acteurs. Bottom, le tisserand, se distingue des autres car il pense pouvoir jouer tous les rôles, mieux que quiconque. Les hommes, une fois la distribution faite, se donnent rendez-vous le lendemain soir dans le bois pour répéter.

### Acte II

#### Scène 1 (une clairière d’un bois près d’Athènes, la nuit)
Puck, un « esprit malicieux et coquin qu’on nomme Robin Bonenfant » rencontre une fée qui lui apprend que la reine des fées Titania, qui doit préserver la Nature, ne va pas tarder à arriver. Le lutin explique que le roi des fées Obéron va donner dans le même lieu une fête. Or les deux souverains sont fâchés car Obéron est jaloux d’un jeune page que la reine élève avec amour, alors que le roi voudrait qu’il devienne un de ses chevaliers.
Le roi et la reine rentrent alors chacun d’un côté de la clairière avec leurs cortèges. Les deux souverains se disputent, jaloux, à propos des anciennes conquêtes de l’autre. Ainsi Titania reproche à Obéron d’être à Athènes parce qu'Hippolyta, « [sa] maîtresse en bottines, [ses] amours guerrières, doit être mariée à Thésée ». Obéron furieux fait remarquer à sa dame qu’il « sait [son] amour pour Thésée ». Elle ne peut donc lui reprocher d’assister aux noces de son ancienne amante. Titania fait alors une tirade sur l’effet catastrophique de leurs querelles sur la Nature. Elle lui reproche de l’empêcher d’exercer son rôle de protectrice de la Nature : « À cause de nos discordes, nous ne voyons les saisons changer […], le monde effaré ne sait plus les reconnaître à leurs produits. Ceux qui engendrent ces maux ce sont nos débats et nos dissensions : nous en sommes les auteurs et l’origine. » Obéron propose comme solution qu’elle lui donne l’enfant pour qu’ils puissent se réconcilier. Titania explique l’importance qu’elle accorde à l’enfant : « Sa mère était une adoratrice de mon ordre […] et elle est morte de cet enfant ; et j’élève cet enfant pour l’amour d’elle ; et, pour l’amour d’elle, je ne veux pas me séparer de lui. » Elle lui propose toutefois d’assister aux festivités avec elle mais il refuse si elle ne lui donne pas l’enfant. Furieuse, Titania sort avec sa suite.
Obéron décide de la « châtier pour cet outrage ». Pour ce faire, il envoie Puck chercher une « pensée d’amour », fleur qui reçut une flèche de Cupidon. « Son suc, étendu sur des paupières endormies, peut rendre une personne, femme ou homme, amoureuse folle de la première créature vivante qui lui apparaît. » Il projette d’en verser sur les yeux de Titania pour qu’une fois amoureuse elle lui livre le page.
À ce moment entrent Démétrius et Héléna. Obéron, invisible, suit toute la conversation. Démétrius, furieux de la fuite de Lysandre et Hermia, repousse violemment Héléna, ne cessant de lui répéter qu’il ne l’aime pas et qu’il ne l’aimera jamais. Plus il la repousse, plus elle s’accroche. Il tente alors de lui faire peur : ils sont seuls dans un bois désert, et elle, folle amoureuse, ferait tout pour lui plaire. Il pourrait donc abuser de son pouvoir et lui voler sa vertu. Mais elle ne prend pas la remarque au sérieux, et le suit lorsqu’il sort, en lui disant : « Je veux te suivre et faire un ciel de mon enfer en mourant de la main que j’aime tant. »
Obéron, qui a tout entendu, est outré par l’attitude de Démétrius. Aussi quand Puck revient avec le suc de la fleur, il lui ordonne de chercher « une charmante dame d’Athènes [qui] est amoureuse d’un jeune dédaigneux » sur les yeux duquel il doit verser quelques gouttes du suc. Il lui explique qu’il reconnaîtra « l’homme à son costume athénien » et qu’il doit revenir avant le jour. Pendant ce temps, Obéron ira « teindre » les yeux de sa femme.

#### Scène 2 (une autre partie du bois)
Les fées chantent une chanson pour endormir leur reine. Une fois fait, Obéron se glisse et humidifie les paupières de Titania du suc magique. Il ressort.
Entrent alors Lysandre et Hermia, exténués. Lysandre enjoint à Hermia de se coucher sur le gazon. Cette dernière, comprenant qu’il compte dormir près d’elle, craint pour son honneur. Elle ne se laisse pas enjôler par ses belles paroles et le convainc de s’endormir un peu plus loin.
Les deux amants s’endorment quand Puck arrive. Lorsqu’il les voit, il pense avoir trouvé les deux Athéniens recherchés. Il répand alors le philtre d’amour sur les yeux de Lysandre puis se sauve retrouver Obéron.
Démétrius et Héléna arrivent, se querellant toujours. Démétrius abandonne Héléna, qui aperçoit alors Lysandre endormi. Il se réveille quand elle s’approche, et tombe alors immédiatement fou amoureux d’elle : « Ce n’est pas Hermia, mais Héléna que j’aime à présent. Qui n’échangerait une corneille pour une colombe ? » Héléna pense que Lysandre se joue d’elle et lui reproche son manque de courtoisie : « Oh ! Qu’une femme, repoussée par un homme, soit encore insultée par un autre ! » Elle sort furieuse et blessée. Lysandre, avant de la suivre, s’adresse à Hermia par ces mots : « Hermia, dors là, toi, et puisses-tu ne jamais approcher de Lysandre ! […] toi, mon indigestion, toi, mon hérésie, sois haïe de tous, et surtout de moi. »
À ce moment Hermia se réveille. Elle a rêvé « qu’un serpent [lui] dévorait le cœur et que [Lysandre] était assis, souriant à [son] cruel supplice ». Ce rêve résume bien la situation : Lysandre l’a abandonnée aux chagrins d’un amour désormais non réciproque. Se rendant compte qu’il n’est plus à ses côtés, elle part à sa recherche.

### Acte III

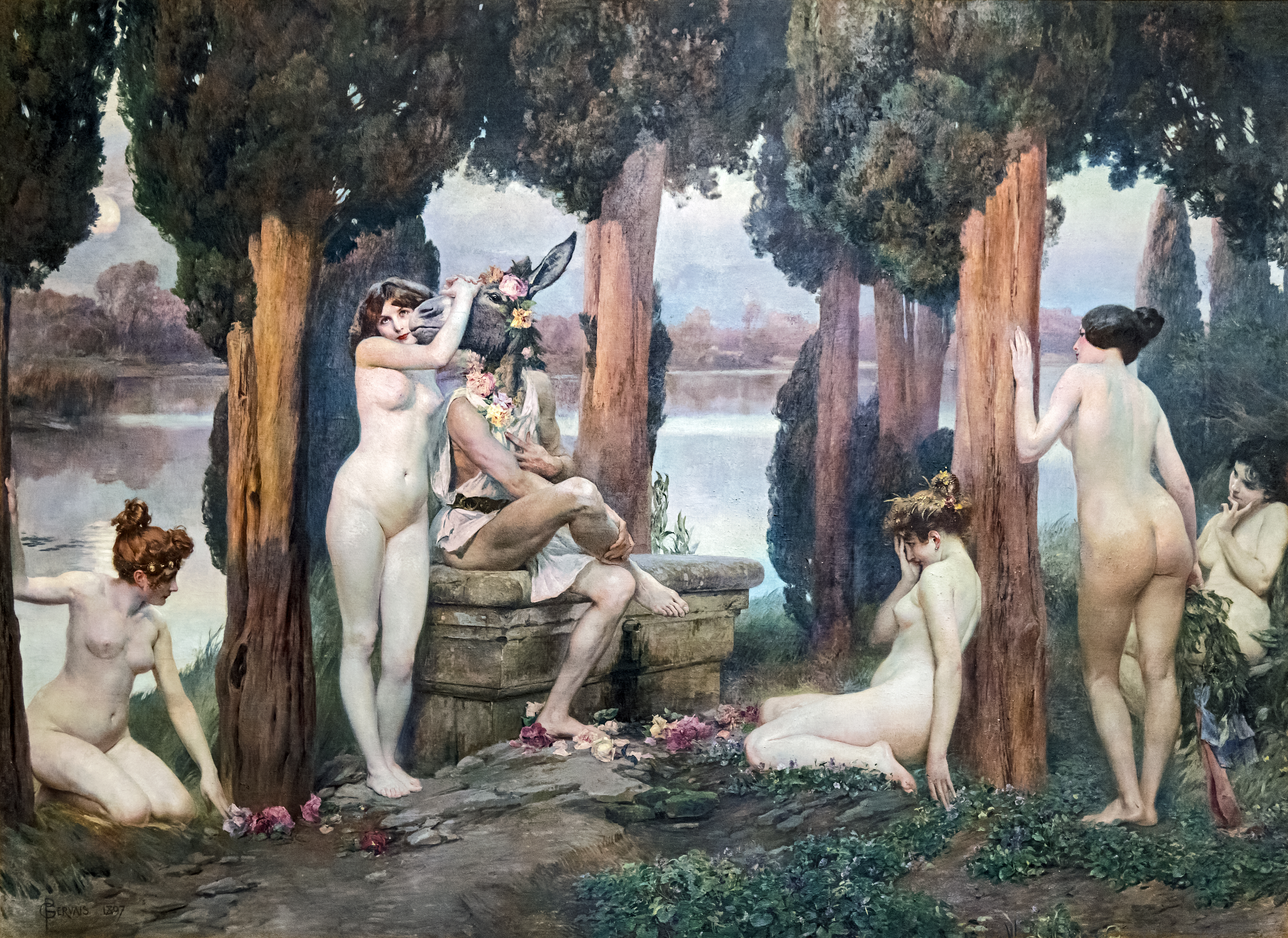
La Folie de Titania par Paul Jean Gervais.

#### Scène 1
Les six compères arrivent pour répéter. Bottom fait tout d’abord remarquer à ses camarades que le suicide de Pyrame sur scène pourrait choquer les dames. Il propose alors qu’un « prologue affecte de dire qu’[ils] ne veulent [se] faire de mal avec [leurs] épées et que Pyrame n’est pas tué tout de bon ». Lecoin propose d’écrire ce prologue en vers de six « syllabes ». Plusieurs erreurs de langage comparables apparaissent dans cette scène telles que « amener, Dieu nous soit en aide ! » à la place d’amen ou encore « il vient pour défigurer ou représenter le personnage du clair de lune ». Shakespeare souligne à travers ces erreurs le manque de culture des personnages, et donc l’absurdité de leur pièce, de leur représentation future. Pendant qu’ils décident de la manière de jouer le lion, le clair de lune et le mur, Puck arrive, attiré par tout le bruit. La répétition débute de manière grotesque : Puck suit Bottom lorsque celui-ci va dans les "coulisses" (un fourré d’aubépines) et l’affuble d’une tête d’âne. Ses camarades s’enfuient en le voyant revenir métamorphosé et se font prendre en chasse par Puck. Bottom pensant qu’ils veulent l’effrayer se met à chanter pour montrer qu’il n’est pas tombé dans le piège. S’éveille alors Titania qui aperçoit Bottom. La reine tombe sous le charme et déclare sa flamme à Bottom, qui n’y croit guère. Elle appelle ses fées et leur ordonne d’emmener Bottom chez elle.

#### Scène 2 (la clairière)
« Ainsi on nous a vues croître ensemble, — comme deux cerises, apparemment séparées, — mais réunies par leur séparation même, — fruits charmants moulés sur une seule tige. »

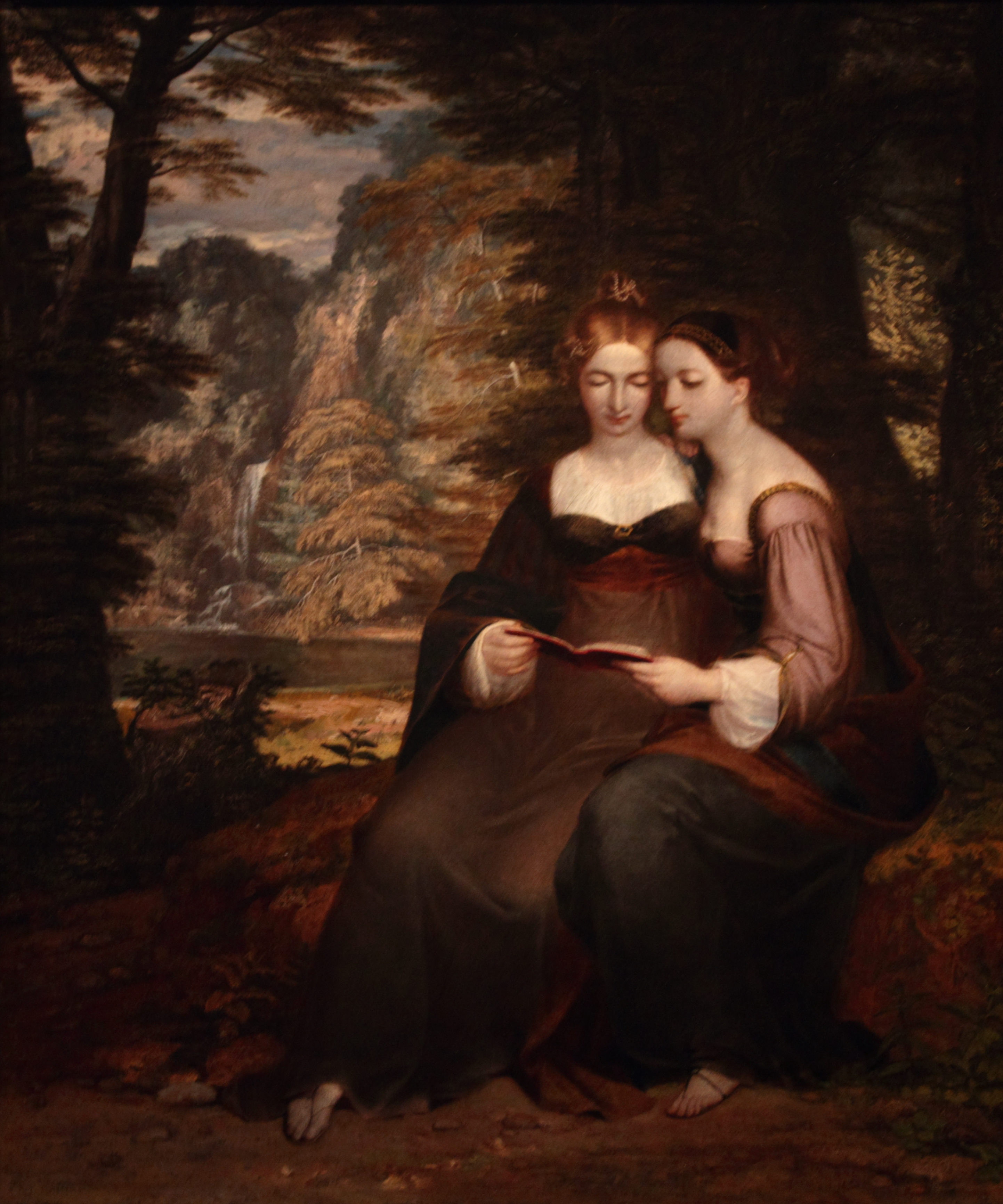
Hermia et Héléna, Washington Allston, avant 1818 (Smithsonian American Art Museum).

Puck fait son rapport à Obéron. Il lui apprend la métamorphose qu’il a fait subir à Bottom. « C’est à ce moment-là, le hasard l’a voulu, que Titania s’est réveillée et s’est aussitôt amourachée d’un âne. » Il lui apprend également qu’il a versé le suc sur les yeux d’un Athénien endormi près d’une belle Athénienne.
À ce moment entrent Démétrius et Hermia. Hermia l’accuse d’avoir profité du sommeil de Lysandre pour le tuer : « Si tu as tué Lysandre dans son sommeil, tu es déjà dans le sang jusqu’à la cheville, achève de t’y plonger et tue-moi aussi. » Elle ne peut croire que Lysandre l’ait abandonnée dans le bois : « Se serait-il dérobé ainsi à Hermia endormie ? » Pourtant Démétrius continue de nier le meurtre : « Je ne suis pas souillé du sang de Lysandre, et il n’est pas mort, que je sache. » Hermia, inquiète et excédée par la cour que lui fait Démétrius, s’en va. Démétrius préfère la laisser se calmer et s’endort.
Obéron reproche alors à Puck son erreur : « Tu as mis la liqueur d’amour sur la vue d’un amant fidèle. Il doit forcément résulter de ta méprise l’égarement d’un cœur fidèle, et non la conversion d’un perfide. » Il l’envoie alors chercher Héléna pendant que lui verse le philtre d’amour sur les yeux de Démétrius. Puck conclut : « Ainsi le destin l’ordonne ; pour un homme qui garde sa foi, des millions doivent faiblir, brisant serments sur serments. »
Puck précède Héléna, poursuivie par Lysandre, et se réjouit à l’idée de voir les deux hommes se disputer la même femme. Héléna pense toujours que Lysandre se moque d’elle et le lui reproche amèrement. Les protestations de Lysandre réveillent alors Démétrius qui tombe sous le charme d’Héléna. Cette dernière imagine que les deux hommes se sont ligués contre elle : « Rivaux tous deux pour aimer Hermia, vous êtes rivaux aussi pour vous moquer d’Héléna. » Arrive alors Hermia, guidée par la voix de Lysandre. Elle lui reproche de l’avoir quittée alors qu’elle était endormie. « Quel amour pouvait presser Lysandre de quitter mon côté ? » lui demande-t-elle sidérée quand il lui répond que « l’amour [le] pressait de partir ». Héléna pense alors « [qu’] elle est de ce complot. […] ils se sont concertés, tous trois, pour arranger à mes dépens cette comédie ». Hermia n’y entend rien, d’autant plus qu’elle est accusée d’avoir incité ses deux anciens amants à railler Héléna. Les deux hommes veulent en venir aux mains. Hermia, désespérée, s’accroche à Lysandre qui la repousse et l’insulte. Elle se tourne alors vers Héléna et l’accuse d’avoir volé le cœur de son amant, certainement en faisant valoir sa grande taille : « Êtes-vous donc montée si haut dans son estime, parce que je suis si petite et si naine ? » Elle veut se venger et se battre avec Héléna qui, effrayée, demande de l’aide aux messieurs. Ils continuent leur joute orale, tout en empêchant Hermia de faire du mal à Héléna, et décident d’en venir aux poings, hors de la clairière. Héléna s’enfuit également, suivie de près par Hermia.
Le roi Obéron resté seul avec Puck lui reproche sa méprise. Le lutin se défend en expliquant qu’il a bien humecté les yeux d’un Athénien, conformément aux ordres de son maître. Le roi lui enjoint alors d’empêcher les hommes de se battre, de les faire courir partout dans la forêt jusqu’à ce qu’épuisés ils s’endorment. Il devra alors verser l’antidote sur les yeux de Lysandre. Pendant ce temps, Obéron ira chercher le jeune page qu’il souhaite tant, puis il délivrera sa reine du maléfice. Ils doivent se hâter car le jour ne va pas tarder à se lever, or ce sont des esprits de la nuit.
Puck imite la voix de Démétrius et guide ainsi Lysandre vers la mauvaise direction. Épuisé et furibond, ce dernier s’endort. Puck emploie le même stratagème avec Démétrius qui s’endort également dans la même clairière que Lysandre. Héléna arrive par la suite, et s’endort aussi. Hermia est la dernière à s’endormir. Les quatre amis sont donc tous endormis dans le même lieu, sans le savoir. Puck verse alors l’antidote sur les yeux de Lysandre et court rejoindre son maître car le jour commence à naître.

### Acte IV

#### Scène 1 (la clairière)

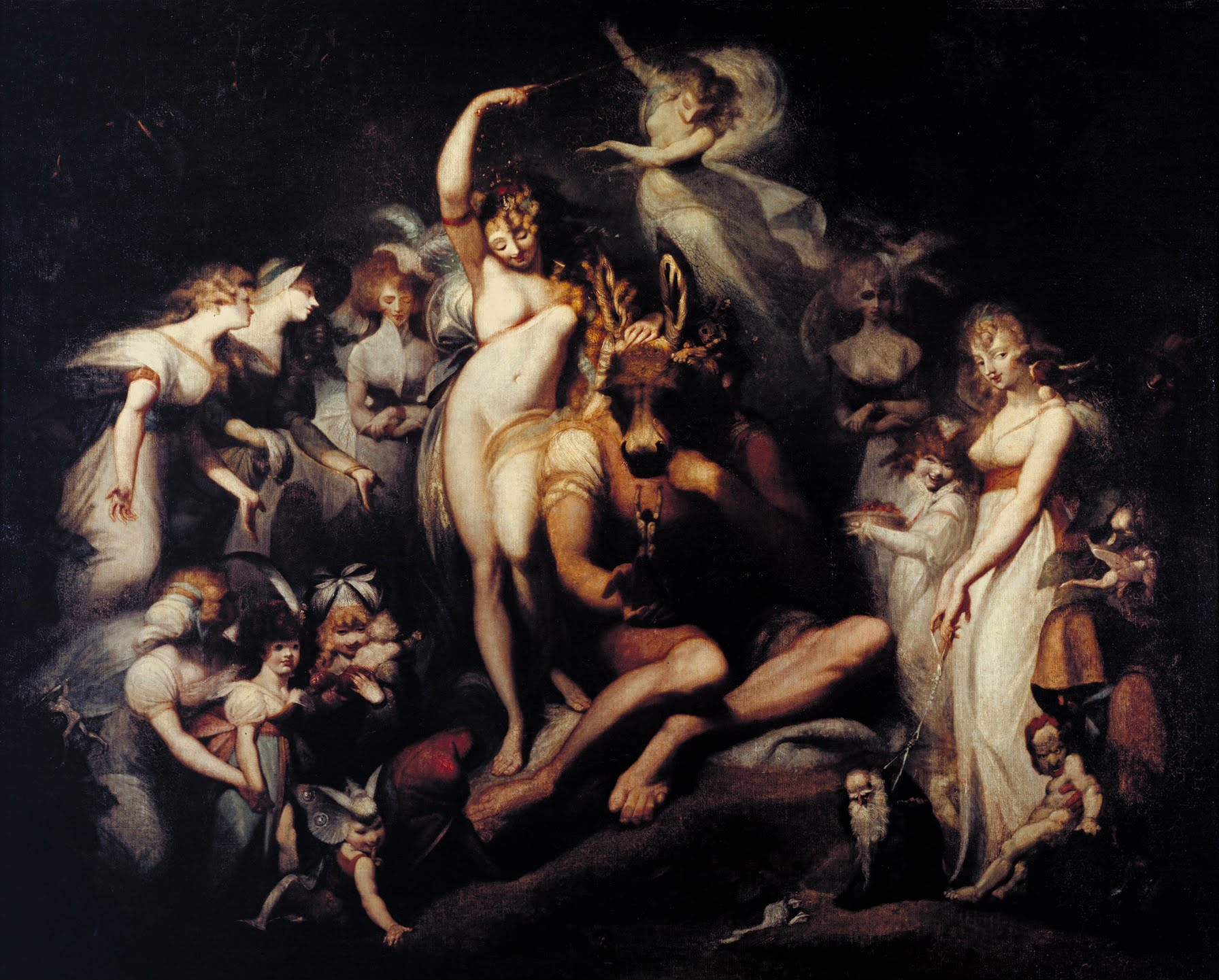
Titania et Bottom, par H. Fuseli (v. 1790). Tate Britain.

Bottom, Titania et sa suite arrivent. Bottom, toujours aussi grossier, est choyé par la reine et ses fées. Il s’endort dans les bras de sa maîtresse.
Obéron qui observe la scène se réjouit : il a enfin réussi à récupérer l’enfant. « Maintenant qu’[il] a l’enfant, [il] va mettre un terme à l’odieuse erreur de ses yeux. » Il ordonne à Puck de lever l’enchantement de Bottom pour qu’il retourne à Athènes le lendemain matin « ne se rappelant les accidents de cette nuit que comme les tribulations d’un mauvais rêve ». Obéron réveille ensuite sa femme, après lui avoir appliqué l’antidote et lui demande « d’appeler [sa] musique ; et qu’elle frappe d’une léthargie plus profonde qu’un sommeil ordinaire les sens [des] cinq mortels ». Il lui enjoint alors de se presser car le jour se lève : « Allons, ma reine, dans un grave silence, courons après l’ombre de la nuit. »
Thésée et Hippolyta, suivis d’Égée et de leur suite, arrivent conversant sur la chasse à laquelle ils vont assister. Ils aperçoivent alors les quatre jeunes endormis et les réveillent au son du cor. Le roi les accueille par ces mots : « Bonjour, mes amis. La Saint-Valentin est passée. Les oiseaux de ces bois ne commencent-ils à s’accoupler qu’aujourd’hui ? » Les amants tentent alors d’expliquer leur présence en ces bois. Lysandre explique la raison pour laquelle Hermia et lui s’y trouvent : « Notre projet était de quitter Athènes pour ne plus être sous le coup de la loi athénienne. » Puis Démétrius explique sa présence et celle d’Héléna : « Par fureur je les y ai suivis, la belle Héléna me suivant par amour. » Il explique ensuite ses nouveaux sentiments : « mon amour pour Hermia a fondu comme neige. […] l’unique objet, l’unique joie de mes yeux, c’est Héléna. […] Maintenant je la désire, je l’aime, j’aspire à elle, et je lui serai fidèle à jamais. » Le roi est ravi de ce renversement de situation. Jugeant la matinée déjà bien avancée, il décide d’aller directement à Athènes pour célébrer non seulement son mariage, mais aussi celui des quatre jeunes amants. Ces derniers sont un peu ahuris. Ils pensent encore rêver, et ne se rendent pas encore complètement compte de la situation.
Bottom se réveille quand tout le monde est parti. Il s’étonne du songe qu’il a fait, et dit, très ironiquement : « L’homme qui entreprendra d’expliquer ce songe n’est qu’un âne… » Il décide d’en faire une ballade qu’il pourra chanter à sa guise. Bottom nous livre de nouveau une réflexion absurde en ce qui concerne cette ballade : « peut-être même, pour lui donner plus de grâce, la chanterai-je après la mort. »

#### Scène 2 (à Athènes, chez Lecoin)
Les apprentis acteurs s’impatientent : Bottom n’est pas réapparu alors que Thésée et « deux ou trois couples de seigneurs et de dames, mariés par-dessus le marché » viennent de quitter le temple. Mais heureusement Bottom arrive. Son propos est incohérent : « J’ai des merveilles à vous raconter ; mais ne me demandez pas ce que c’est […]. Je vais vous dire exactement tout ce qui est arrivé. […] Pas un traître mot. » Il enjoint à la troupe de se préparer, car le duc a fini de dîner.

### Acte V

#### Scène 1 (au palais)
Hippolyta et Thésée commentent le récit des amants. Thésée pense que « le fou, l’amoureux et le poète sont tous faits d’imagination », les amants ont donc dû imaginer leur histoire. Ces derniers arrivent et prennent place. Philostrate apporte ensuite le programme des divertissements proposés au duc. Le duc décide de voir la « courte et fastidieuse histoire du jeune Pyrame et de son amante Thisbé ; farce très tragique » qu’il commente ainsi : « farce et tragique ! Fastidieuse et courte ! Comme qui dirait de la glace chaude, de la neige la plus étrange. Comment trouver l’accord de ce désaccord ? » Philostrate lui explique qu’elle est décrite en ces termes « car dans toute la pièce il n’y a pas un mot juste ni un acteur capable ». Le duc décide de la voir quand même car « c’est l’intention qui compte » : « L’affectation et la simplicité muettes sont celles qui, avec le moins de mots, parlent le plus à mon cœur. »
Le prologue, Lecoin, arrive. Son propos est confus : « son discours a été comme une chaîne embrouillée : rien n’y manquait, mais tout était en désordre ». De plus, Lecoin, en voulant présenter les personnages, résume toute la pièce. Le mur est joué par Groin qui explique son rôle, et surtout son déguisement (la chaux, le plâtras et le moellon). Les remarques des spectateurs sont aussi absurdes (et donc comiques) que les dires des acteurs. Ainsi Thésée démande : « peut-on désirer que la chaux barbue parle mieux que ça ? » et Démétrius réplique que « c’est la cloison la plus spirituelle que j’aie ouïe discourir ». Tout le long de la représentation les acteurs s’interrompent, et répondent aux remarques des spectateurs. Ainsi quand Pyrame maudit le mur qui l’empêche de rejoindre son amante Thisbé, le duc déclare qu’il s’attend à ce que le mur le maudisse en retour. L’acteur s’arrête et lui explique alors bien gentiment que ce n’est pas le mur qui répondra mais Thisbé. L’arrivée du lion et de la lune provoque une discussion sans queue ni tête. Tout d’abord à propos de la gentillesse du lion, puis à propos du costume de la lune : les convives considérant que l’homme, son fagot et son chien auraient dû être dans la lanterne puisque celle-ci représente la lune et que tout ceci se trouve sur la lune ! Thisbé entre en scène, fait une faute comique dans son texte : « voici la tombe du vieux Nigaud » (à la place de Ninus) puis s’enfuit, effrayée par le rugissement du lion. Les trois répliques qui suivent démontrent bien le caractère comique de la pièce : 

« DÉMÉTRIUS : Bien rugi, lion !

THÉSÉE : Bien couru, Thisbé !

HIPPOLYTE : Bien lui, Lune… Vraiment, la lune luit de fort bonne grâce. »

Pyrame revient sur scène et découvre le manteau de sa belle déchiré et taché du sang du lion. Il l’imagine morte et se tue : « Et maintenant vous voyez un décédé ! » Ce jeu de mots entraîne une réaction en chaîne des spectateurs :

« DÉMÉTRIUS : Je vois le décès, mais je ne vois pas le dé. En tout cas, c’est un as, car il est tout seul ;

LYSANDRE : Alors, c’est un as à sein ; car il se l’est percé.

THÉSÉE : Un chirurgien qui le guérirait n’en ferait pas un as saillant. »

Thisbé arrive et voyant son amant mort, se tue aussi. La pièce est finie. Bottom propose un épilogue ou une danse bergamasque au duc qui choisit la seconde proposition. Le duc clôt la soirée : « La langue de bronze de minuit a compté douze : au lit, les amants ! »
Entrent Puck, puis le roi et la reine des fées. Ils se mettent à chanter et danser : 
Que chaque fée erre dans le palais de Thésée. […]

Et nous le bénirons,

Et la famille engendrée là

Sera toujours heureuse.

Désormais ces trois couples

S’aimeront toujours fidèlement ; […]

Fées, répandez partout

La rosée sacrée des champs ;

Et bénissez chaque chambre,

En remplissant ce palais de la paix la plus douce.
Pour finir, Puck s’adresse aux spectateurs en ces mots : « Ombres que nous sommes, si nous avons déplu, figurez-vous seulement que vous n’avez fait qu’un mauvais somme. »

## Thèmes principaux
- Le théâtre dans le théâtre, mise en abyme : mise en scène de Pyrame et Thisbé, monologue de fin de Puck.
- L'opposition entre la nuit, espace des fantasmes (de songes et de rêves) et du désordre, et le jour, espace de la réalité et de l'ordre.
- Le conflit parental et le conflit avec la société.

## Adaptations

### Musique et danse

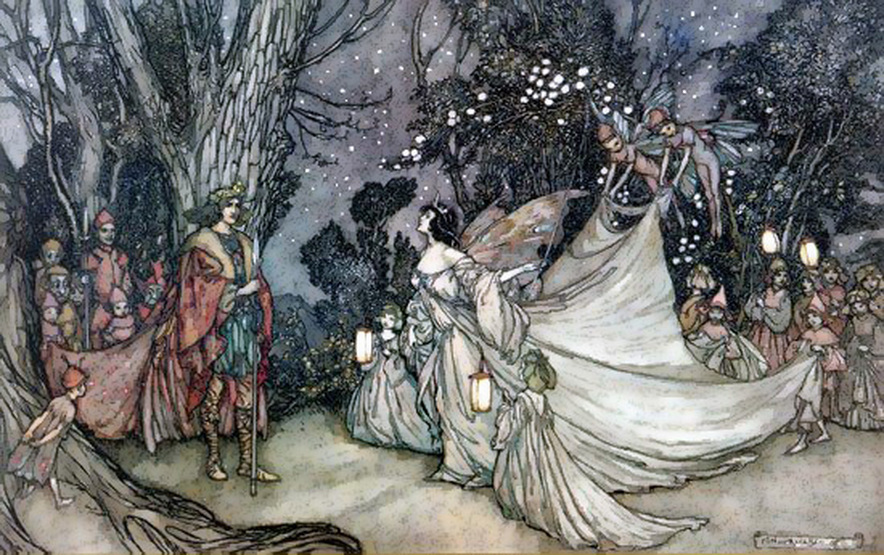
La rencontre d'Obéron et de Titania, illustration de 1908 par Arthur Rackham.

- 1692 : The Fairy Queen, mask[Quoi ?] ou semi-opéra d'Henry Purcell ;
- 1826 : Oberon, opéra de Carl Maria von Weber ;
- 1826 : Le Songe d’une nuit d’été (Ein Sommernachtstraum), ouverture de Felix Mendelssohn, complétée en 1843 par une musique de scène, l'une et l'autre conçues pour la pièce de Shakespeare. Cette partition inclut une Marche nuptiale, souvent choisie lors des célébrations de mariages ;
- 1850 : Le Songe d'une nuit d'été, opéra-comique en trois actes d'Ambroise Thomas dont le livret « librement adapté » n'a pas grand-chose en commun avec la pièce ;
- 1876 : Le Songe d'une nuit d'été, ballet de Marius Petipa sur la musique de scène de Mendelssohn (1843) ;
- 1903 : Le Songe d'une nuit d'été, comédie musicale au New Amsterdam Theatre ;
- 1931 : Swingin' the Dream, comédie musicale d'Erik Charell, produite pour la première fois à Londres, puis à Paris et dans le monde entier. La distribution de 1939 à Broadway comprend notamment Louis Armstrong, Maxine Sullivan et le sextet de Benny Goodman ;
- 1940 : Le Songe d'une nuit d'été op. 108, ouverture de Mario Castelnuovo-Tedesco ;
- 1977 : A Midsummer Night's Dream, opéra de Benjamin Britten ;

- 1964 : The Dream, ballet de Frederick Ashton créé le 2 avril 1964 par le Royal Ballet à Londres ;

- 1960 : A Midsummer Night's Dream, ballet de John Neumeier créé le 10 juillet 1977 à L'Opéra de Hambourg ;

- 1986 : El sueño de una noche de verano, comédie musicale créée le 18 octobre 1986 à la comédie française et mise en scène par Jorge Lavelli avec la collaboration de Dominique Poulange), musique originale par Astor Piazzolla, interprétée au bandonéon par Richard Galliano et Roberto Lara et l'ensemble de Pari's Tango ;

- 2008 : Szentivánéji álom, opérette hongroise créée le 25 juillet 2008 au Budapesti Operettszínház et mise en scène par Gáboré Miklós Kerényi sur un livret de György Böhm, une musique de Béla Szakcsi Lakatos et des paroles de Péter Sziámi Müller. ;
- 2011 : L'île enchantée (The Enchanted Island), pasticcio créé au Metropolitan Opera, inspiré aussi de La Tempête de Shakespeare, sur un livret anglais de Jeremy Sams.

### Théâtre
- 1908 : Le Songe d'une nuit d'été de Bernard Marcotte (Théâtre de Bernard Marcotte, Éditions Thélès, 2011).
- 1968 : Le Songe d'une nuit d'été d'Ariane Mnouchkine, adaptation Philippe Léotard, Cirque de Montmartre.
- 1984 : La Répétition dans la forêt de Laurent Meda.
- 1986 : Le Parc de Botho Strauss.
- 1995 : Le songe d'une nuit d'été de Normand Chaurette, mise en scène de Robert Lepage, Théâtre du Trident (ville de Québec).
- 1995 : Le songe d'une nuit d'été de Jean-Luc Annaix - Musique : Pascal Vandenbulcke, Christine Peyssens et Jean-Luc Annaix. Coproduction Théâtre Nuit-CRDC de Nantes.
- 2002 : Le Songe d'une nuit d'été de Nele Praxinou, avec la Troupe des Baladins du Miroir, Thorembais-les Béguinnes.
- 2005 : Le Songe d'une nuit d'été de Sophie Lorotte avec Frédéric Souterelle et Nicolas Beaucaire, Théâtre Mouffetard, Paris.
- 2006 : Le Songe d'une nuit d'été de Fabrice Eberhard, Château royal, Collioure.
- 2008 : Le Songe d'une nuit d'été de Stéphan Druet, Hôtel Gouthière.
- 2011 : Le Songe d'une nuit d'été de Nicolas Briançon avec Lorànt Deutsch et Mélanie Doutey.
- 2012 : Le Songe d'une nuit d'été d'Isabelle Pousseur avec des comédiens burkinabés, Théâtre National, Bruxelles.
- 2013 : Le Songe d'une nuit d'été de Joël Coté par la compagnie Bob&Aglae, Théâtre Confluences, Paris.
- 2014 : Le Songe d'une nuit d'été de Laurent Pelly, Théâtre National de Toulouse.
- 2014 : Le Songe d'une nuit d'été de Myriam Crouzel, Théâtre du Lycée Européen Charles de Gaulle, Dijon.
- 2015 : Le Songe d'une nuit d'été de Juliette Rizoud, par la compagnie La Bande à Mandrin, au Théâtre National Populaire de Villeurbanne.
- 2017, 2018 : Le Songe d'une nuit d'été mis en scène par Carine Montag au Théâtre de Verdure du Jardin Shakespeare, Paris.
- 2017-2019 : Le Songe d'une nuit d'été du collectif Magna Bestia à Samois-sur-Seine (2017), Lurs (EstivaLurs 2018) et Rennes (Un Dimanche au Thabor 2019).
- 2019 : Le Songe d'une nuit d'été mis en scène par Matthieu Hornuss au théâtre Le Ranelagh, Paris.
- 2019 : Le Songe d'une nuit d'été mis en scène par Carine Montag au Théâtre de Verdure du Jardin Shakespeare, Paris.
- 2021 : Le Songe d'une nuit d'été mis en scène par Nicolas david pour huit représentations itinérantes en Sarthe, Sablé-sur-Sarthe.
- 2024 : Le Songe d'une nuit d'été traduit par Jean-Marc Lanteri, Circé.
- 2024 : Le Songe d'une nuit d'été traduit par François Regnault et mis en scène par Emmanuel Demarcy-Mota au Théâtre de la Ville, Paris.

### Films
- 1909 : film muet français avec le clown anglais Foottit.
- 1925 : Ein Sommernachtstraum, film muet allemand de Hans Neumann.
- 1935 : Le Songe d'une nuit d'été - réalisation de Max Reinhardt et William Dieterle d'après la mise en scène de Max Reinhardt, avec James Cagney (Bottom), Mickey Rooney (Puck), Olivia de Havilland (Hermia), Dick Powell (Lysandre).
- 1955 : Sourires d'une nuit d'été (Sommarnattens leende), un long métrage réalisé par Ingmar Bergman.
- 1959 : Le Songe d'une nuit d'été (Sen noci svatojánské), un long métrage d'animation tchèque (avec marionnettes) réalisé par Jiří Trnka.
- 1968 : A Midsummer Night's Dream, un long métrage britannique réalisé par Peter Hall.
- 1969 : Le Songe d'une nuit d'été réalisé par Jean-Christophe Averty, avec Claude Jade, Christine Delaroche, Jean-Claude Drouot, Christiane Minazzoli, Michel Ruhl, Dominique Seriana.
- 1981 : Le songe d'une nuit d'été, réalisé par Elijah Moshinsky, avec Helen Mirren, Peter McEnery, Nigel Davenport, BBC; DVD (vost)
- 1982 : Comédie érotique d'une nuit d'été (A midsummer night's sex comedy); Film de Woody Allen, avec Woody Allen, Mia Farrow.
- 1996 : Le Songe d'une nuit d'été, réalisation de Adrian Noble, d'après la mise en scène de la Royal Shakespeare Company.
- 1999 : Le Songe d'une nuit d'été, réalisation de Michael Hoffman, avec Kevin Kline (Bottom), Michelle Pfeiffer (Titania), Sophie Marceau (Hippolyta), Calista Flockhart (Helena). Adaptation dont l'action se situe en Toscane à la fin du XIXe siècle.
- 2005 : Le Songe d'une nuit d'été , téléfilm de Ed Fraiman.
- 2008 : Were the World Mine, film musical américain réalisé par Tom Gustafson.
- 2015 : Strange Magic, film d'animation de Gary Rydstrom.
- 2017 : A Midsummer Night's Dream, réalisation de Casey Wilder Mott.

### Divers
- 1897 : La Folie de Titania, huile sur toile de l'artiste Paul Jean Gervais
- 1939 : Songe d'une nuit d'été, œuvre peinte de Marc Chagall (collection du musée de Grenoble)
- 1990 : A Midsummer Night's Dream, épisode de la série de bande dessinée Sandman par Neil Gaiman & Charles Vess
- 2009 : la pièce est jouée par les protagonistes dans un épisode de la saison 2 de la série Spectacular Spider-Man
- 2011 : Les Royaumes invisibles de Julie Kagawa où les personnages de Titania, Obéron et Puck sont repris.
- 2011 : Flashback, roman de Dan Simmons. Outre les références à l'œuvre de Shakespeare, le personnage principal s'appelle « Nick Bottom » comme le tisserand.
- 2014 : A midsemester night's dream, une web-série transposant tous les personnages au XXIe siècle.
- 2015 : La faction des Fées du jeu de société Smash Up fait référence à l'œuvre au travers des personnages de Titania et Puck.

## Quelques mises en scène historiques
- 1er janvier 1604 : première représentation de la pièce à la Cour.
- 1755 : sous le titre Fairies par David Garrick (adaptation incluant aussi des extraits de La Tempête et des chansons sur des poèmes de John Dryden).
- 1840 : première mise en scène depuis la création restituant l'intégrité du texte original de Shakespeare (Covent Garden).
- 1905 : mise en scène de Max Reinhardt (il en fera de nombreuses versions jusqu'en 1939).

### Fictives
- Dans le film Le Cercle des poètes disparus, un des axes majeurs de l'histoire est l'effort de l'étudiant Neil Perry (joué par Robert Sean Leonard) pour jouer le rôle de Puck dans la pièce, malgré l'opposition de son père.
- Dans la série Malcolm, Malcolm, le personnage principal, doit, le temps d'un épisode, jouer Puck dans une adaptation de la pièce de Shakespeare par le club théâtre de son école.
- Dans l'épisode 7 de la saison 5 de la web-série DC Super Hero Girls, Miss Martian a tenté de mettre en scène une adaptation de la pièce de Shakespeare par le club de théâtre du Collège des Super-Héros (comprenant Batgirl, Hawkgirl, Harley Quinn et Star Sapphire) avant que Raven lance un sort de chance qui ne se passe pas comme prévu[21].